# 拉萨城投足球俱乐部
拉萨城投足球俱乐部是中国西藏自治区的一家足球俱乐部。俱乐部于2017年成立，最后参加的是中国足球乙级联赛，退出职业联赛前的主场位于四川省德阳市。拉萨城投以汉族球员为主，2019赛季的现役藏族球员仅有三人。
球队主场球衣黄色，客场球衣蓝色。该队已于2020年6月12日解散。

## 历史
作为西藏自治区首府，拉萨有着浓厚的足球氛围和基础，但受到地理等条件限制，拉萨乃至整个西藏足球职业化长期得不到发展。2016年底，西藏自治区政府印发《西藏自治区足球篮球改革发展实施方案》，明确提出将大力发展足球篮球运动。2017年3月初，拉萨市体育局与拉萨市城投公司达成合作意向；3月底，拉萨城投足球俱乐部成立，填补了西藏从2005年西藏惠通陆华足球俱乐部被合并后没有职业足球俱乐部的空白。
成立当年，拉萨城投即开始参加中国足球业余联赛，并获得第六名的成绩，在随后的冲乙附加赛中，拉萨城投总比分2-1战胜沈阳东进，成功获得2018赛季中乙参赛资格。但最终由于主场条件不达标，加之使用违规球员，拉萨城投未能升入中乙。
2018年，业余联赛改制为中冠联赛，拉萨城投继续参战，最终排名第五，升入中乙联赛。2019赛季中乙第17轮，拉萨城投主场2比0战胜云南昆陆，次旺平措打入藏族球员职业联赛首球；同样是本场比赛，年仅16岁230天的旦增罗杰替补登场，成为中国职业足球史上第二年轻（仅次于武磊的14岁287天）的出场球员。
2020年6月12日，拉萨城投足球俱乐部有限责任公司以争取将主场设在西藏未果、俱乐部去企业化更名在即为由解散足球队、退出中国足球职业联赛。

## 主场
2017年成立时，拉萨城投的主场位于西藏拉萨的拉萨市群众文化体育中心。此处海拔超过3500米，属于高原地区，氧气稀薄，作客的外地球员经常无法适应，甚至出现过客队11名首发球员中有6人因高原反应被抬出场外救治的情况。正因如此，拉萨市群众文化体育中心也被称为“魔鬼主场”。
2018年，由于拉萨群众文化体育中心草皮条件不合格，拉萨城投主场搬迁至林芝的林芝市体育场，此地同样处于高海拔地区。
2019年，拉萨城投升入乙级联赛之后，主场搬迁至四川德阳的德阳市体育公园体育场。

## 教练历史
- 谢育新（2017年）
- 张彪（2018年—2019年）

## 赛果
联赛排名
截至2019赛季末。
| 年份 | 级别 | 比赛场数 | 胜 | 平 | 负 | 进球 | 失球 | 净胜球 | 积分 | 排名 | 中国足协杯 | 中国足协超级杯 | 亚洲足球联合会 | 上座 | 场馆                   |
| ---- | ---- | -------- | -- | -- | -- | ---- | ---- | ------ | ---- | ---- | ---------- | -------------- | -------------- | ---- | ---------------------- |
| 2017 | 4    | 2        | 2  | 0  | 0  | 8    | 0    | 8      | 61   | 6    | DNQ        | DNQ            | DNQ            |      | 拉萨文化体育中心体育场 |
| 2018 | 4    | 3        | 3  | 0  | 0  | 12   | 0    | 12     | 91   | 5    | DNQ        | DNQ            | DNQ            |      | 林芝市体育场           |
| 2019 | 3    | 30       | 8  | 6  | 16 | 29   | 39   | −10    | 301  | 26   | R3         | DNQ            | DNQ            |      | 德阳市体育公园体育场   |

- ^1 在小组赛阶段。

关键词
| \| \| 中国足球协会超级联赛 \| \| \| 中国足球协会甲级联赛 \| \| \| 中国足球协会乙级联赛 \| \| \| 中国足球协会业余联赛 \| \| W \| 冠军 \| \| RU \| 亚军 \| \| 3 \| 季军 \| \| \| 降级 \| | - Pld = 比赛场数 - W = 胜 - D = 平 - L = 负 - F = 进球 - A = 失球 - Pts = 积分 - Pos = 最终排名 | - DNQ = 未取得资格 - DNE = 未入围 - NH = 未举办 - – = 不存在 - R1 = 第1轮 - R2 = 第2轮 - R3 = 第3轮 - R4 = 第4轮 | - F = 决赛 - SF = 半决赛 - QF = 四分之一决赛 - R16 = 十六强 - Group = 小组赛阶段 - GS2 = 第二轮小组赛阶段 - QR1 = 第一轮资格赛 - QR2 = 第二轮资格赛 - QR3 = 第三轮资格赛 |
| | 中国足球协会超级联赛                                                                            | | |
| | 中国足球协会甲级联赛                                                                            | | |
| | 中国足球协会乙级联赛                                                                            | | |
| | 中国足球协会业余联赛                                                                            | | |
| W | 冠军                                                                                            | | |
| RU | 亚军                                                                                            | | |
| 3 | 季军                                                                                            | | |
| | 降级                                                                                            | | |